# Геройська сільська рада (Голопристанський район)
Геро́йська сільська́ ра́да — адміністративно-територіальна одиниця та орган місцевого самоврядування в Голопристанському районі Херсонської області. Адміністративний центр — село Геройське.

## Загальні відомості
- Територія ради: 1,26 км²
- Населення ради: 670 осіб (станом на 2001 рік)
- Водоймища на території, підпорядкованій даній раді: Дніпровський лиман, Ягорлицький залив

## Населені пункти
Сільській раді були підпорядковані населені пункти:
- с. Геройське

## Склад ради
Рада складалася з 12 депутатів та голови.
- Голова ради: Богдан Любов Єгорівна

### Керівний склад попередніх скликань
| Прізвище, ім'я, по батькові | Основні відомості                                                         | Дата обрання | Дата звільнення |
| --------------------------- | ------------------------------------------------------------------------- | ------------ | --------------- |
| Богдан Любов Єгорівна       | Сільський голова, 1951 року народження, освіта вища, член Партії регіонів | 26.03.2006   | 31.10.2010      |
| Богдан Любов Єгорівна       | Сільський голова, 1951 року народження, освіта вища, член Партії регіонів | 31.10.2010   |                 |

Примітка: таблиця складена за даними сайту Верховної Ради України

### Депутати
За результатами місцевих виборів 2010 року депутатами ради стали:

#### За суб'єктами висування
| Суб'єкт висування                 | Кількість обраних депутатів | %    |
| --------------------------------- | --------------------------- | ---- |
| Партія регіонів                   | 6                           | 50   |
| Комуністична партія України       | 4                           | 33,3 |
| Політична партія «Сильна Україна» | 1                           | 8,3  |
| Самовисування                     | 1                           | 8,3  |

#### За округами
| № округу                          | Прізвище, ім'я, по батькові         | Дата визнання обраним | Освіта             | Партійна приналежність                  | Відомості про обраного депутата               |
| --------------------------------- | ----------------------------------- | --------------------- | ------------------ | --------------------------------------- | --------------------------------------------- |
| Комуністична партія України       |                                     |                       |                    |                                         |                                               |
| 1                                 | Шмигін Віктор Анатолійович          | 08.11.2010            | середня            | член Комуністичної партії України       | Геройське лісництво, водій                    |
| 5                                 | Здебська Антоніна Володимирівна     | 08.11.2010            | середня спеціальна | член Комуністичної партії України       | Геройське лісництво, бухгалтер                |
| 6                                 | Щербина Анатолій Андрійович         | 08.11.2010            | вища               | член Комуністичної партії України       | Геройське лісництво, водій                    |
| 11                                | Стафікопуло Віктор Костянтинович    | 08.11.2010            | вища               | член Комуністичної партії України       | Геройський солепром ОПП, слюсар               |
| Партія регіонів                   |                                     |                       |                    |                                         |                                               |
| 2                                 | Щербина Вікторія Миколаївна         | 08.11.2010            | вища               | член Партії регіонів                    | Геройська загальноосвітня школа, вчитель      |
| 3                                 | Ципцук Віра Миколаївна              | 08.11.2010            | вища               | член Партії регіонів                    | Геройська загальноосвітня школа, вчитель      |
| 4                                 | Войтник-Миронюк Любов Олександрівна | 08.11.2010            | вища               | член Партії регіонів                    | Сільський будинок культури, художній керівник |
| 8                                 | Фалєєва Наталія Олександрівна       | 08.11.2010            | вища               | член Партії регіонів                    | Геройська загальноосвітня школа, директор     |
| 10                                | Щербина Олександр Миколайович       | 08.11.2010            | вища               | член Партії регіонів                    | пенсіонер                                     |
| 12                                | Висовіна Ганна Іллівна              | 08.11.2010            | вища               | член Партії регіонів                    | Геройська сільська рада, соціальний працівник |
| Політична партія «Сильна Україна» |                                     |                       |                    |                                         |                                               |
| 7                                 | Холодняк Віталій Миколайович        | 08.11.2010            | вища               | член Політичної партії «Сильна Україна» | приватний підприємець                         |
| Самовисування                     |                                     |                       |                    |                                         |                                               |
| 9                                 | Елль Олена Маратівна                | 08.11.2010            | вища               | позапартійна                            | Геройська сільська рада, секретар             |

## Населення
Згідно з переписом УРСР 1989 року чисельність наявного населення сільської ради становила 643 особи, з яких 328 чоловіків та 315 жінок.
За переписом населення України 2001 року в сільській раді мешкало 670 осіб.

### Мова
Розподіл населення за рідною мовою за даними перепису 2001 року:
| Мова       | Відсоток |
| ---------- | -------- |
| українська | 90,45 %  |
| російська  | 9,25 %   |
| болгарська | 0,15 %   |